# محمد عادل (بازیکن فوتبال، زاده ۱۹۹۲)
محمد عادل (انگلیسی: Mohamed Adel؛ زادهٔ ۱۱ سپتامبر ۱۹۹۲) ورزشکار فوتبال اهل مصر است.
از باشگاه‌هایی که در آن بازی کرده‌است می‌توان به باشگاه فوتبال الاتحاد اسکندریه اشاره کرد.